# NINJA MASTER'S〜覇王忍法帖〜
『NINJA MASTER'S〜覇王忍法帖〜』(ニンジャマスターズ〜はおうにんぽうちょう〜)は、1996年5月27日にMulti Video System稼働のADKが製作した対戦型格闘ゲーム。

## 概要
コンセプトは「状況に応じた攻撃を可能とする攻撃重視の格闘ゲーム」。
攻撃手段を何通りも持たせ、やり込めばやり込むほど中身が見えるところをセールスポイントとしていた。素手でも武器でも自由に闘えるようにしたら面白いと言うプログラマーの一言で「スタイルチェンジ」と呼ばれる、武器を任意で出し入れ可能なシステム(武器収納、取り出し(立ち、しゃがみ)に攻撃判定のあるキャラクターも存在)が導入されている。開発の狙いには「武器のリーチの長さと素手の小回りのよさを自在に選択していくことで攻撃のバリエーションを増やしたかった」としている。
世界観は本作オリジナルのものであり、過去のADK作品の忍者キャラクターは登場しない。また、今までと違ったゲームを作りたかったので開発初期から全体の雰囲気ははっきりとまとまっていた。
初期設定のキャラクターは開発スタート直後に全部ボツになり、1つのキャラクターを決め直すのに何十枚のラフを描いている。

## 登場人物
使用可能キャラクターは12名だが、デフォルトで選択可能なのはそのうち10名であり、残りの2名は隠しコマンドの入力を必要とするボスキャラクターである（『ADK魂』収録版では最初から使用可能）。

### プレイヤーキャラクター
サスケ（聖伝白龍叉介(せいでんはくりゅうさすけ)）［Sasuke］
声 - 大園洋
年齢：21歳。流派:聖伝真道流（忍びの一流派だが、己の一族の長の直系の子孫のもの）。身長：175cm。体重：63kg。舞台：仏隠しの滝。武器：真道流二刀小太刀“真阿”　“真吽”。
少年のころに父と親しかった天舞の里に預けられ、以来めきめきと腕を上げ最年少で忍の頂点である天舞四人衆となった達人。まだあどけなさの残る少年であった頃からカムイに軽く下忍クラス以上の相手に見えたと思わせる実力を持っていた。誰もがその実力を認め信頼していた。
天舞四人衆となるより以前、何百年前もの昔から受け継がれた宿命である覇王封滅の使命のために旅立つ。
カムイ、ザジとは親友同士。追手となったザジに武器をなかなか抜けず、また戦いの最中に無防備となった彼を倒せず迷い、混乱するなど甘さがあった。
蘭丸を追い南琉本島へ向かう。性格については“嘘をつく輩とも思えん。南琉国王ショウマ（尚摩）から好感を持たれ、容姿はゴウからなかなかの色男と言われる。
ステージ仏隠しの滝は“かみかくしのたき”と読み、真道流の秘密に近づく者が消えてしまうこと、朽ちていく仏像を指している両方の意味がある。
天和から「白い服の男」と言われる。
エンディングでは抜け忍の掟と自らのさだめが何も変わらないと言い、追手と対峙する。
カムイ（黒風影虎神威(こくふうかげとらかむい)）［Kamui］
声 - 矢野雅彦
年齢：22歳。流派：天舞忍術。身長：176cm。体重：62kg。舞台：朧橋。武器：長身忍者刀“御影”。
天舞四人衆の一人。常に好敵手として技を磨き、時に争い、時に助け合ったサスケの親友。サスケと同様に他の若者たちの半分の期間で修行を終えている。
その実力については見習い組であった十二歳の頃から“渡り”の修業では十六を越え下忍として勤めている者達でもほんの一握りを除き彼に付いて来れず、手裏剣、隠伏、その他の修業においても一つも二つも抜きん出る等、少年の頃から既に突出していた。
サスケを追って動き、闘いながら自分の使命に気付きはじめる。ザジから彼が追って来る事を聞いたサスケは動揺する。
自ら心を持たぬ闇の狩人と言うが、サスケが抜けた事に最も驚きを隠せず、追手を志願し下忍たちを散らし奴を斬るのは俺だと言いながらも自分はサスケを斬れるのかと考え続け、ザジがサスケに斬られた時も胸の中を濁流が荒れ狂い、自分も彼を斬らなければならないと思い至る。また、少年の頃には初対面のサスケに無器用な笑顔を作り、あまりこう言った状況に慣れていない等、沈着冷静な表情とは裏腹に、人情や激しい感情が秘められている。
カムイステージの曲は「静」で、サスケは「動」でできている。
エンディングでは信長を倒した後に彼の武器である封の剣を入手し、自らが覇王となろうとする。
天和から「殺気ぷんぷんの男」と言われる。
雷牙（無法赤狼雷牙(むほうせきろうらいが)）［Raiga］
声 - 矢野雅彦
年齢：28歳。流派：雷鳴真影流・改。身長：189cm。体重：85kg。舞台：神鳴湖。武器：特大鬼包丁“愚琉渦”。
もとは道場破りをして生計を立てていた暴れん坊。農民の生活がいやで家を飛び出し、目的もなくただ強くなるために暴れ回っていた。師匠となる老人に敗北後、彼に師事し真影流と呼ばれる忍術と柔術を組み合わせた格闘術を学ぶ。
修行をはじめて3年目に下山し、自分の力を試すことと、師匠への恩返しがわりの酒代稼ぎのために賞金稼ぎを始める。その実力についてはそこそこの額の賞金が懸けられているヒコ（ナマス斬りのヒコ）を伸し、天下無双の大泥棒であるゴエモンをして、賞金稼ぎとしても武芸者としても相当の者と思わしめる程である。雷牙はゴエモンをいい賞金首だとし、この二名をライバルと書いた設定画が存在する。
山奥の峠の茶屋で働く茶屋の娘、絹を以前に助け密かに狙っている。
また、大包丁を高速で動かし千切りで皮のむかれた大根を作り、茶屋にいた絹以外の者達全員から包丁さばきのすごさを認められた。
エンディングでは信長を倒した事により名が全国に轟き、生きていたゴエモンを追い続ける。
天和から「赤毛の賞金稼ぎ」と呼ばれる。
天和（陰陽雲水天和(おんみょううんすいてんほう)）［Tenho］
声 - 関本しのぶ
年齢：63歳。流派：天和流陰陽術。身長：150cm。体重：40kg。舞台：蓮華堂。武器：獅咬剣“韓羅獅子”。
香港に四十年前に移り住み、息子夫婦、孫がいる人物。道士となったのは香港に移住後であり、その稼業は息子が受け継いでいる。
天和流陰陽術の始祖として活躍後は楽隠居の身であったが、「大気不穏の源は東方にあり」という占い結果が気になり、このただならぬ気配の源へ飛び込んで、生きて還ることは難しいだろう等、死を思いながら時叛宮へ向かう。
鳳凰の師匠の老退魔師（九連）とは祖父が同じ従兄弟であり、また、鳳凰とは女好きとして共通し、サブキャラクターを含めた全ての女性キャラの尻を追っかけている。蘭丸に対しては両名とも女性と思っているが腰が引けている 。
『戦鬼邂逅』では出会ったナツメの着衣の裾をめくり尻を覗き、ナツメからコブが出来倒されるまで反撃を受けていた。
エンディングでは女性達を侍らしながら、ばーさん（妻、故人）へ、まだまだ迎えにこんでいいと笑う。
ナツメから「じいさん」と言われる。
鴉（涅槃無天鴉(ねはんむてんからす)）［Karasu］
声 - 木場孝一
年齢：27歳。流派：我流。身長：180cm。体重：45kg。舞台：逢魔ヶ原。武器：妖刀“凶”。
凶、老カラスが鴉を導いている。
親、名付け親は不明。何度も人に裏切られ、七つで初めて人を斬った時にはすでに他人を信じてはならぬと悟っていた。
盗みと流浪の日々のなか、生きるために我流で剣の腕を磨き、用心棒（高利貸し等）や暗殺などの仕事を行う浪人。
周りに常にいる（鳥の）カラスを、人間のように裏切る事はないと唯一心を許している。陰惨な死の気配がついてまわると噂されても何も気にしない。
ストーリー内や勝利デモでは理解の出来る言動を取っているが『戦鬼邂逅』では彼のステージである逢魔ヶ原で無抵抗の男を武器を抜かずばらばらにし、殺害。それを見たナツメが声を掛けても笑い、終始会話が成立しなかった。頭部を蹴られナツメから真超力と思われる乱舞を受け完全に気を失っても倒れず、魔剣に魅入られていた事は共通。
「狂気」のイメージの元に生まれたキャラクター。
前世では己の一族を裏切った男。
エンディングでは黄金城の脅威を退けた後、消息不明となる。
ナツメから「狂人」と呼ばれる。
鳳凰（破魔明星鳳凰(はまみょうじょうほうおう)）［Houoh］
声 - 藤尾義勝
年齢：23歳。流派：高明流退魔術。身長：171cm。体重：59kg。舞台：久遠ノ浜。武器：三鈷双剣“迦楼羅”。
高明山随一の退魔師。退魔師の間でその名を知らない者はいない腕利きの人物。
師匠の九連を通じ、天和を一度見たことがある。
ある村の洞窟に潜む魔物から、魔物よりも強大な存在が混沌をもたらすという断末魔を聞き、今という時代に自分が生まれてきた真の意味は、そいつを倒す為ではないだろうかと思い、信長達が悪いらしいと感じている。
僧籍でありながら町の仲間たちといっしょに朝まで飲む、天和と共通して女性を好み口説く、また勝利デモで自分を臥竜鳳雛と言う等、悪さばかりをするナルシストであるが、自らの力を望んだ力ではない、愛する両親を失ってまでこの力とともに生きていかなければならないのかと力へ否定的な思いを抱く面や、人に害をなす魔へ立ち向かう時には、何人たりとも近付けない鬼神の様な厳しさで臨む面も持ち併せる。
エンディングでは信長が倒れた後も消えない魔物の存在を断つために、終わらない戦いを続ける。
ナツメから「キザな退魔師」と言われる。
ナツメ（南天朱雀棗(なんてんすざくなつめ)）［Natsume］
声 - 蓑田まゆみ（ナレーションも担当）
年齢：21歳。流派：無鴛流。身長：167cm。体重：…。舞台：朱麗城。武器：子母鴛鴦鉞“斬華”。
もとより素手でも闘える技術である琉球空手無鴛流の南琉一の使い手。その実力については村の屈強な大男を倒し、どんな男も相手にならず、御前試合ではゴウを負かし優勝する程である。
巨大な力が自分を惜し潰す夢にうなされ、夜眠ることが出来ずにいた。悪夢の原因だろうかと北東にある時叛宮へ元凶を絶つべく旅立ちの決意をする。(彼女の住む島は本島ではないらしく、時叛宮へ向かう前に同郷の知人達に別れを告げるために南琉本島へ向かっている。)
二人を殺し合わせようと策略した蘭丸を追い南琉本島へ赴いたサスケと戦い、初めての敗北を喫する。(頭に血が上りスキばかりが目立つナツメにサスケが平手打ちを食らわした。)
熟れた肉体の持ち主(88・60・90のDカップ)で美貌だが性格は男勝りでゴウからはあいかわらず口が悪いと言われ、〜南天朱雀棗の章:弐　血海〜では問答無用に子母鴛鴦鉞を抜いて斬りかかり逆上し『戦鬼邂逅』では一人称が「あたい」、「なめたまねしやがって」と言う等口調が荒く、勝負事には厳しい。
サスケに対し年頃の女としての興味も湧いたのだろうか、少なからずとも胸をときめかしていた、また、『戦鬼邂逅』では赤面し片思いの描写も見られる。
エンディングでは妹と合流し、平和な日々を送る。
天和から「ナイスバディちゃん」と呼ばれる。
ゴエモン（怪盗無双五右衛門(かいとうむそうごうえもん)）［Goemon］
声 - 向山智成
年齢：28歳。流派：新陽流暗器術。身長：190cm。体重：87kg。舞台：閻魔洞。武器：自己流大筒“一尺砲”。
天下の大泥棒。出生は孤児。
盗賊団閻魔党の首領で、盗みを行う時は部下たちが逃げるまで追っ手を派手に引きつける囮役をしていた。噂に聞く黄金城に金銀財宝があると思い興味を持つが、黄金城に何かヤバイ、とてつもなく凶悪な感覚を抱き、それに手下たちを巻き込まないために閻魔党に一時の解散を宣言する。黄金城に抱く予感に対し、死ぬのは俺様一人で充分だと死を思っている。基本的にカムイがサスケを追って動いているのと同様に、雷牙も彼を追い大いなる戦いに巻き込まれている。雷牙は道中に大黒屋にも、ゴエモンの手懸かりをつかむために彼を知っているかと聞いている。
何度か雷牙と出くわし一度不覚を取るが、相当の実力を持つ雷牙が唯一捕らえられない相手であり、両者の力は拮抗している。
賞金首と賞金稼ぎと言うライバルの位置にあり、ゴエモン自身も雷牙をしつけえ野郎だとしているが、次にあった時は殺りあわなきゃならねえなぁと考え込み、雷牙との命のやり取りにどこか後ろ向きな様子が見られる。
覇王が倒れたあと、黄金城はどうなってしまったのかという質問に対し、彼のエンディングの貧しい人々に黄金がばらまかれていくハッピーエンドと言う回答が出されている。
天和から「ハデな大泥棒」と呼ばれる。
雲仙（金剛阿羅漢雲仙（こんごうあらはんうんぜん））［Unzen］
声 - 矢野雅彦
年齢：36歳。流派：我流。身長：203cm。体重：150kg。舞台：雪厳寺。武器：六角鉄槌“滝崩し”。
巨大な体躯のはぐれ坊主。当初、数珠が武器だった。覇王の復活が近い事が原因で（本人は不安な気持ちを自分の修業不足と思い、原因をまだ分かっていない）。落ち着かずイライラし、托鉢の道中で乱闘騒ぎを起こし和尚から破門にされる。
もともと寺の者ではなく土木作業をしていたが、ある晩に彼らの建てた屋敷の完成祝いの席でそこの主人である高貴な身分の者と酔って口論になり重傷を負わせ逃げ、和尚の寺へたどり着く。
破門後に山を降り、峠の茶屋の近くの山奥で一人修行を続け、その際に絹から世話を受ける。絹姉弟の切り盛りする茶屋から柄の悪いはぐれ者達を遠ざけていた。霞と絹を娘のように感じ、無法赤狼雷牙:弐 快傑・散弾ライガーでは巨体の坊主が時々（峠の茶屋に）訪れていたのだが彼の娘らしき女の子と旅に出てしまった、また『戦鬼邂逅』では二人で同時に登場する等、霞と行動を共にしている描写が共通して存在する。
普段の性格はどことなく憎めず、人を傷付けた罪をわびその性分を直そうとする、ナツメを体を張って止めようとする等、強面だが酒が入らず切れなければ善良な性質をしている。
エンディングでは信長によって希望をなくした民のために住まう家を造り、未来を築こうとする。
天和から「大坊主」と言われる。
霞（紅天薫風霞(こうてんくんぷうかすみ)）［Kasumi］
声 - 加藤雅美
年齢：16歳。流派：紅流忍術。身長：158cm。体重：「 知らない！」。舞台：御領殿。武器：距跋渉毛刀“緋桜”。
くの一の流派、紅衆の長の孫娘。サスケと同様に肉親から自分達の血と過去に覇王と戦った事を聞いているが、覇王を倒さなければならぬ事を考えたってしょうがないと言い、武者修行に行くと書き置き1つを残し旅立つ。
舞台の御領殿は清水寺がベースとなっている。
祖母からは覇王を倒せ、父からは修業せいと肉親からそれぞれ違う指示を受けている。修業なんてやってらんない、とても退屈、平和なのはいいんだけどつまんない等、ストーリーやエンディングから修行と退屈を嫌う傾向が窺える。
雲仙と共に登場した『戦鬼邂逅』では、出会ったナツメの金髪の美貌に「初めて見たわ」と驚きと共に喜び、足や胸を巨乳だと言い後ろから触る等、好奇心旺盛な面を見せていた。ナツメは抵抗しなかった。霞自身のスリーサイズは80・57・82のBカップ。また、戦い合うサスケとカムイと荒れる時叛宮に対し、なんで人は殺し合うのか、戦はいつになったら終わるのと自分達の血と時叛宮の現状について悲しみを見せている。
愛らしいが勝利デモでことわざを最後まで言い切れない等、幼い部分がある。
エンディングではまたどこかに行こうとするが父に捕まり、修行を要求され嫌がる姿が描かれる。
天和から「小娘」と呼ばれる。

### ボスキャラクター
蘭丸（無明神楽蘭丸(むみょうかぐららんまる)）［Ranmaru］
声 - 石井康恵
年齢：19歳。流派：古式天守無明流。身長：171cm。体重：「失せろ、下郎！」。舞台：三途ヶ原。武器：魔剣“邪魅”。
本作の中ボス。滅界覇王最愛の寵臣。性別は不明。生前の字は光輝神楽（こうきかぐら）。己の烏丸の子 。
己の一族との戦いの中で黄金城の解放に、己の一族の血を封の剣に注ぐ事が必要である事に気付き、信長が手に持っていた封の剣を自らの胸に突き立て、天凶十年に死亡。
西洋の秘術（真超力で魔方陣を描く、ちょっとしたものに命を吹き込む等他にも魔力を用いる描写が見られる）で白蛇に転生し、信長から黄金城の力を送られ三百年の時を掛け完全に人の姿を取り戻し、覇王復活のために本格的に動き出す。
復活後は時の権力者達を影で操り、また白蛇の姿になり暗躍し、時叛宮はひところ落ち着いてたかに見えた戦乱が激しくなり、戦乱渦巻き、わずかな平和が崩れつつある時期となった。
覇王の復活を察知し、密かに探っていた、もと天舞四人衆であるサスケの父を返り討ちにし、生き残ったより強い血を持つ者を覇王復活の贄とするために、南琉本島でサスケとナツメを殺し合わせようとする。
美貌だが覇王と戦い彼を封じた自らの一族を憎む、勝利デモで一族の血が流れる事を笑う、サスケ達をいずれは死すべき運命の者たちと言う等、覇王復活のために容赦のない面を見せる。
信長にとって小さな安らぎを与えてくれた者であり、この人物の死は彼が生涯を通してその胸を焦がし続けた黄金城の力を手に入れた喜びを微塵も感じさせる事のない存在であった。
エンディングでは信長を焼き、信長の復活を待ち続ける。
天和から「こわい娘」と呼ばれる。
信長（滅界覇王信長(めっかいはおうのぶなが)）［Nobunaga］
声 - 原田正夫
年齢：49歳。流派：古式天魔流。身長：210cm。体重：102kg。舞台：黄金城。武器：神剣“封の剣”。
本作の最終ボス。覇王の正体。三百年前の時叛宮の実質的支配者。己の天魔。
この世の森羅万象を操ると言われる黄金城の力を求め続け、それを得る為に黄金城を護る己の一族の血を自らも引いていながらも時叛宮を荒らしまわり、過程で伊我（伊賀）の里を焼き払うなど暴虐の限りを尽くす。その末に一族の一人をいぶり出し、その家族を人質に黄金城解放の鍵となる神剣“封の剣”を入手。入手後に法力、霊力、陰陽術、贄などのありとあらゆる方法を試み、何百人もの血を封の剣に注ぐ。いかなる手段により黄金城の封印が解かれるかは不明のままであったが、天凶十年に暗土（安土）城で封の剣を奪い返そうとする天嶺十人衆とその追手達からの襲撃を受け、その激戦の最中に己の追手を斬り払った返り血が封の剣に降りかかり、己の一族により黄金城が解放されることに気付き、蘭丸の血により黄金城が解放される。
しかし封印が解かれた瞬間に光秀に裏切られ、隙を見せた背後から胸を貫かれる。胸に光秀の刀を突き立てたまま天聖の龍叉、かつての友であった天舞・不知火等他の天嶺十人衆を呼び、必ず（黄金城の）力を手に入れてみせると誓い、胸から出血が止まらない重傷で意識不明になり黄金城に入城する。
十人の戦鬼（ボス以外のキャラクター）は肉親から上記の三百年前の闘いを直接聞く(サスケ、霞)、大気不穏の気配を感じた、悪の気配、悪夢（ナツメ）、とてつもなく凶悪な気配（ゴエモン）、不安（雲仙）等、その大半が直接的、間接的に彼に呼応し戦いに向かっている。
雷牙、雲仙エンディングでは悪鬼、諸悪の根源、光秀からは暴虐な主君、史上最も稀な暴君とされ、破壊と殺戮で時叛宮を蹂躙したが、不浄の世界を救うために強大な力こそが必要だと考えていた。
三百年前の戦いの最中に不浄の世界を救うための力の必要性を叫び、城の力を守り続ける同族の天聖の龍叉と十人衆達をただ見ているだけの腰抜けが何をしたと感情を露わにした。
エンディングでは蘭丸と連れ再び天下を手中に治めようとし、この世が闇に閉ざされる。

### サブキャラクター
サスケの父
元天舞四人衆。聖伝真道流の継承者。サガ、霞の父とは親友同士。サスケからは親父殿と呼ばれる。
覇王復活を察知し、幼いサスケに聖伝真道流の技術のすべてを伝え、ある日突然姿を消す。
倒そうとしていて探っていた蘭丸に返り討ちにされ、瀕死の重傷を負う。血まみれの姿で八年ぶりにサスケと再会し、息子に三百年前の闘いと自分たち“己の一族”の事、宿命である覇王封滅の使命を伝え死亡。サスケにより山に埋められた。
ザジ
天舞忍衆参番組頭の上忍。サスケ、カムイに次ぐ腕の持ち主。サスケと同じ歳。サスケ、カムイの友。
実力については隠伏は（サスケより）俺の方が上と自称するが、修業時代にカムイの次に渡りの得意な者とカムイから思われ、彼に後から追い付く等、優れてはいるが後に天舞四人衆となるカムイには及ばない描写が存在する。
ひょうきんな雰囲気の二枚目半でいつも仲間と騒いでいるような性格。
サスケが里を抜け二昼夜の丑三つ時に彼に追い付く。その際には明るい声で呼び掛け、お前を倒して四人衆にと思っていたと軽さや冗談を言う面を見せる。
巨大なクナイを十字手裏剣のように広げ扱う陰技“四(死)門殺・業滅陣”でサスケの逃げ場を封じ勝利を確信したが、本能ですべての大十字を回避し、真道流奥義（モーションとザジの負傷箇所から真超力と思われる）で反撃され、口から大量の血を吐き瀕死となる。死の間際にサスケの親友であるカムイが来る事、目的のためにはカムイであろうが不知火様であろうが迷わず斬れとサスケに諭す。
彼の死にサスケは泣き、三日目の夜に彼の死を聞いたカムイも内心で大いに動揺する。
不知火
天舞衆の長。天舞四人衆の一人で、すべての忍びをまとめている天舞四人衆を、さらに統率している忍の世界では絶対的な存在。天舞衆上忍のザジも彼を様付けで呼んでいる。
330歳。サスケが抜けた事をカムイ、サガ達に告げる。
正体は三百年前の天嶺十人衆の一人、天舞・不知火であり信長のかつての友。
三百年前の戦いの際に、黄金城の強大すぎる力は何人たりとも人の手に渡すことはできないと信長に諭し、千度生まれ変わって貴様を封ずると言い放ち、かつての友と二度目の決別をした。三百年後は現状を静観している。
不知火とサガの実力については、2人共滅茶苦茶強い。
サガ
天舞四人衆の一人。天舞衆の教官。
若手を指導する。12歳のカムイとザジ達が渡りの修業をしている時に朧橋で待ち、合図を取る等、過去にも教官としての描写が見られる。当時の生意気盛りの幼いカムイからサガほどの忍びと思われ、彼から様付けで呼ばれている。
天舞の里に預けられることとなった少年のサスケとカムイ、ザジを渡りの最中に打ち合わせながら朧橋で引き合わせた。その際には彼等が命を落としても構わないと小さな三人を試す忍びの厳しさを見せたが、サスケの追手を志願したカムイに動揺し、友であったサスケを斬れるのかと問い掛ける面も持つ。
容姿については美形ではあるがちょっとおっさん。
ジュウザ
朧橋でサスケの行方の報告を待つカムイに、ザジが斬られている事を伝えた忍び。
報告直後にサスケに橋の上で倒される。
師匠
雷牙に忍術と柔術を組み合わせた格闘術、真影流を伝えた老人。
自己流の闘い方で暴れ回り、二百件目の道場破りに成功し、道場主が差し出した金で飲み自慢話をする雷牙を酒場の片隅で蔑む。
それを見咎め襲い掛かる雷牙を何度も負かし彼から弟子入りを頼み込まれ、そのしつこさに根負けし師となる。
共に酒を飲むことが2人の唯一の楽しみであったが、どんなに酔っても自分の過去を話すことはなかった。
雷牙は彼をどこかの武将の指南役か何かで仕えていたのではないかと想像する。
お絹
病気の両親に替わり峠の茶屋を切り盛りしている雲仙勝ちデモの後ろの茶屋の娘。
寺を破門となり下山し修行中の雲仙の世話をし、彼からは娘のように思われている。
実は紅衆。NINJA MASTER’S覇王忍法帖 神威の章 1996年7月号（覇王マガジン）では霞、女性達の中に霞と似た装束を着け、両手に投物を持つ彼女らしき人物が描かれている。雷牙はこの峠の茶屋でここに時々訪れていた雲仙の名前と、彼と行動を共にしていた霞（彼女の名は聞かされていない）の話を伝え聞く。
弥太郎
絹の弟。年齢は十かそこら。姉と同じく茶屋を切り盛りする。
三人組の浪人風の男たち（大黒屋の手下）が絹にちょっかいを出した際に立ち向かったが弾き飛ばされる。
雲仙を雲仙のおっちゃん、雷牙をおじさんと言い雷牙の眉を引き攣らせる。
大黒屋
ふもとの両替商。成金の悪徳商人の見本のような男。裏で役人とつるむなど悪い噂には不自由していない。出で立ちは小柄で太った体を高そうな記事の着物で包み、ニヤニヤと薄ら笑いを浮かべる脂ぎった顔。
山奥だが土地は良く、役人の目が届かず、見逃しやすい峠の茶屋の土地を買い取り、賭場、闇取り引き場、遊郭まがいのことも計画していた。
それを雷牙に看破され温厚を装った口調を一変し、彼にヒコ、手下達二十人程をけしかける。絹をメカケにしようともしていたが、結局は快傑・散弾ライガーに倒され口から泡をふき白目をむいて気絶し、彼から放っぽり投げられる。
ヒコ
大黒屋が先生と呼ぶ目つきの悪い無精髭の浪人。ナマス斬りのヒコ。
ゴエモンの額には遠くおよばないが、そこそこの額の賞金が懸けられている賞金首で、雷牙は彼を知っていた。
腰の刀の長い方で相手の気を引き、脇差しで料理人上がりの腕で包丁でさばくように相手を斬り刻む。
自らの包丁さばきの腕を誇示するが雷牙に挑発され大根の切り合いで彼に負け、捨て台詞を残し撤退。すぐに再戦するも快傑・散弾ライガーに技（モーションと効果から雷撃殺→地雷龍と思われる）を受け地面に叩きつけられ、伸びる。
快傑・散弾ライガー
大黒屋の手下から鉄砲の不意打ちを受け、崖下に転がり落ちた雷牙の後に現れた謎の人物。赤いライオンのような髪に赤い服の大男で、口元を布で隠す。
峠道の上で仁王立ちになり名乗り上げ、大黒屋たちは突如現れた謎の男にどよめき、狼狽する。
真超力、閃光雷刃等で大黒屋たちを次々に倒し、こらしめる。
絹にはその正体を悟られ、弥太郎は姉に言われて初めて気づいた。
ばーさん
天和の妻、故人。
凶
何も考えていない鴉を導いているカラス。前世は己の一族を裏切った男で鬼畜道に堕ち、カラスに転生している。鴉の勝利デモに畜生道をさまよう、というものが存在する。
鴉の武器であり、蘭丸の蛇と同じく刀に変化する。収納時には、影に変化して鴉自身の影に同化し、闇超力の時はその形なまま移動していく。
勝ちポーズでは鴉とおそろいの髷を結い、飛行形態では収納される。開発インタビューでは開発者から鴉の怪しい刀がお気に入りですと書かれている。
ナツミ
ナツメのエンディングに登場するナツメの妹。
年齢：14歳。
ナツメのたった一人の肉親。ナツメは彼女を可愛がっている。無鴛流の腕は姉に遠く及ばず、ナツメの投げた子母鴛鴦鉞を受け止める程度だが島一番のハブ狩り名人。何も告げずに旅立った姉を追うが、途中で聞いた白い蛇(姿を変え暗躍する蘭丸)の噂に思わず心が躍り、本来の目的を忘れかけた。
エンディングでやっと姉に追いつく。
村長
ナツメの村の長。ナツメに無鴛流を教えた師。
長とは言うもののまだ若い。二年前に鮫に片足を食いちぎられ杖をついている。村人達の信頼が厚く、何かと相談相手になる人物。
悪夢のことを話したナツメに北東の海を指し、彼女が時叛宮へ旅立つ切っ掛けを作った。
ゴウ
ナツメの親友夫妻（夫の方）。南琉本島に住む朱麗城衛士。ナツメと同様に無鴛流をたしなむが、彼女と今まで度々仕合い勝ったことはない。
そこそこの腕を見込まれ職に就いている。
ナツメが彼等の家に泊まった際には白蛇騒ぎや時叛宮からの流れ者(サスケ)のために帰宅が遅かった。ナツメとは次の御前試合では打ち負かしてやろうと思った、話をしたサスケを色男だとからかい半分で言い彼女から鉄拳を飛ばされる等、互いに軽口を叩き合う仲だが色恋沙汰に縁がないナツメを心配している。
ナツメが国主ショウマに挨拶できるように取り計らうが、翌日本殿で他の衛士たちと共に蘭丸に斬られ、かろうじて一命を取りとめる程の重傷を負う。その場に立っていたのがサスケであった為、ナツメは彼が手を下したと思い激昂し斬りかかった。
レイ
ナツメの幼馴染み。ゴウの妻。戦乱渦巻く時叛宮に渡るナツメを、今あそこがどんな状況か判ってんのと言い、疑う。
彼女からナツミが追って来た時には代わりに事情を話してくれと頼まれ、ナツメを家に泊める。
ナツメから家庭的と言われる。
ショウマ
尚摩。南琉国主。まだ30歳ではあるが、威風堂々とした統治者にふさわしい熱血漢。
御前試合の優勝者としてナツメは何度か会ったことがあり、ショウマも時々ナツメの話をしている。
サスケはショウマや大臣たちに謁見し、時叛宮を混乱に陥れんとする蘭丸と、それを追っていることを話す。
和尚
雲仙が止まっていた寺の和尚。それまで寺の中で騒ぎを起こしていた雲仙に目をつむっていたが、托鉢の道中で乱闘騒ぎを起こした雲仙を破門にする。
この寺で学んだことを外に出ても忘れるなと雲仙を優しく気遣う。
霞の父
エンディングに登場。霞に修業せいと勧めている。
どこかに行こうとする彼女を捕まえ、覚悟をしろと叱り、引き摺り連れて行く。
霞の祖母
紅衆の長。白髪の老婆。霞が彼女をおばあちゃんと呼ぶと小言を言う。
十六の誕生日を控える霞に本格的な修業を積まなければならないことと、昔、黄金城をめぐって自分達の祖母と覇王が戦ったことを話し、覇王を封じ、倒せと告げる。
光秀（智知将光秀（ちちしょうみつひで））
三百年前の人物。覇王信長の忠実なる家臣であり、己の一族の天嶺十人衆最後の一人、天智。
三百年前の戦いで他の天嶺十人衆とその部下は光秀の軍勢に紛れ、内部から混乱を起こし覇王に迫る。
自分と蘭丸が何としても信長を守り抜こうと言うが、内心では天嶺十人衆達の攻撃に残った二人がもう限界であると見切り、自分が己の者に倒されることを運命で、これでよいと思っていた。信長をお館様、蘭丸を蘭丸と呼び、三百年後の蘭丸からは憎まれている。
入城の方法が不明なままであれば信長への忠義に従いともに果てようと思い、二名に先立ち次に己の刃に倒れるのは自分だと構えたが、黄金城が解放され封印が解けた瞬間に裏切り、信長を背後から刀で刺す。智知将と己の相反する行動の末に本来の使命である己の一族の天智に還った。その後信長に弾き飛ばされ、彼と不知火が言い合いをしている時は生存しているが、信長が己の一族の血を引いていることを知らなかった。
蘭丸の血により解放された黄金城を自らの命と引き換えに新たな封印を施す。これにより信長は城もろとも封印されることとなり、天嶺十人衆達は封印の力が弱まった時に備えて、各地に散っていった。
天聖の龍叉
三百年前の人物。十人衆の上で己の一族をたばねていた。己の一族の長の直系の子孫が聖伝真道流を使う。
烏丸
三百年前の人物。己を裏切り信長に斬られた蘭丸の父。

## 用語集
天舞衆
カムイが属し、サスケが属していた組織。
少なくとも上忍、下忍数十人が存在し、不知火を頂点に組織化されている。
天舞の忍は抜け忍狩りなど、同じ流派の者が敵味方になった時にお互いの手の内を知り尽くしらちがあかぬ闘いにならぬために、仲間はおろか、師匠や頭の者にも隠れて天舞流以外の技、“陰技”を会得する。“陰技”は普段は決して見せることはない。（サスケの“陰技”は天舞の里にくる以前に父より習った聖伝真道流。）
天舞の里より拾里ほど離れた場所に、カムイステージの朧橋がある。抜け忍となったサスケを追う際に、カムイはあらゆる方向に下忍たちを散らせ、行方の報告をさせた。
天舞の手から逃げ切った者はいない。
天舞四人衆
時叛宮の忍びの流派の頂点に位置し、統括する最高の機関。
対立する流派の取り持ち、暗黙の了解を破った流派を根こそぎ壊滅させる。すべての流派から尊敬と恐怖の念を抱かれる“忍の真祖”の後継者たち。
覇王討伐など自分たちで世の情勢を変えることは許されない、公正かつ絶対の組織。
南流王国
ナツメが生まれ育つ村のある国。
南流王国とナツメステージの朱麗城は見た通り琉球、首里城がモチーフ。
国主は南琉本島にいて、ナツメの住む島の村人は髪や瞳の色は様々で、異人の血が多く交じっている。
南琉列島の島々は一応独立国としての体裁を保っているものの、大陸と時叛宮の両方から圧迫されている。両者の間をうまく立ちまわらねば戦乱に巻き込まれるか、あっという間にどちらかに蹂躙されるので、自然に自衛のための格闘術などが栄えた。その事情から時叛宮の者が来たら密偵かとまず疑う。
御前試合が行われ、朱麗城には衛士たちが仕えている。
本島に蘭丸が訪れ混乱に陥れ、見た者に不幸ばかりを起こす白蛇騒ぎとなり、城の首脳陣たちの頭を悩ませている。
閻魔党
ゴエモンが率いていた盗賊団。戦で家も親も無くし孤児となった子供たちをゴエモンが育て、部下にしている。
時叛宮
本作の舞台。我々の生きる時空とは似て非なる彼方なる地であり、この世界での日本。時叛宮というのは一部の地方の当て字。
信長が蹂躙して以降は何百年も休まず戦乱が起こっているわけでもなく、常に束の間の平和が訪れたりもする。その三百年後の世相は、戦国時代末期のようなもの。諸侯入り乱れ、下剋上まかり通り、忍が暗躍する時代。
字（あざな）
キャラクターの名前の前に付く文字。例：聖伝白龍叉介の“聖伝白龍”の部分。
時叛宮に姓の概念はなく、便宜上必要な時につく仇名、通り名。
サスケであれば聖伝真道流の後継者であることから忍びの里のみで使われる者と思われ、また、生前と復活後で字が変わる（蘭丸）等、ゲーム上で使用されることはない。
黄金城
この世の森羅万象を操るといわれる力を持つ城。財宝があり、死者を蘇生させる力を持つ。オープニングムービーに登場する城。
戦乱が激しい時に天空高く蜃気楼のようにその姿を現す。その力を手に入れるために数多くの権力者が争い、消えていった。
黄金城の力を手にした者も、黄金城の秘密を知って生きて還った者もいない。
信長が求め続けている力。その力は、天舞十人衆の一人である天舞・不知火にあの強大すぎる力と言わしめ、三百年後に下っても、大名たちはみんな黄金城の力を我が物にしようと争う。
解放の手段は不明のままであったが、三百年前の戦いの最中に信長、蘭丸がそれに気付き、初めて黄金城は解放された。
己の一族（このいちぞく）
黄金城を護る一族。忍びの真祖の一族と推測される。歴史の表舞台に上がることなく、闇の世界で黄金城を手に入れようとする者を葬り続けていた。
“気”に近いものである超力を使用出来、ゲーム内の超力必殺、真超力、闇超力は彼等独自のものであるその力を使用したもの。
三百年前に覇王を黄金城へ封印し、現在も封の剣奪還の意志を一族の末裔たちに残している。
代々黄金城を守護する使命をおびてるが、彼らでさえ黄金城がいつ、誰によって何のために創られたのかは知らない。（信長は“何千年も前の亡霊の遺言” と何かを知っている節が見られる。）
城を護る一族であるが、彼等の血は封の剣を発動させる鍵でもある。
使用キャラクターは全員己の血をひいている。
封の剣
信長の武器。黄金城開封の鍵となる神剣で黄金城の本体機能の鍵。
三百年前の戦いの最中で信長が己の追手を斬り払い、その返り血がかかりほのかに反応した事により、黄金城解放にはこの剣に己の一族の血を用いる事が必要である事が初めて発覚した。
普通の人間の血は何百人注いでも無駄に終わる。
武器としては鴉の闇コンボのように相手を切り裂く、また剣の形以外の形態(球形)を取る。
天嶺十人衆
三百年前の人物。己の一族の精鋭。
天和・和の介、天牙・雷蔵、天紅・春霞、天剛・大仙、天明・孔凰、天火・一右衛門、天翔・斬華、天舞・不知火、天魔・信長、天智・光秀(最後の一人)が存在。

## 評価
ネオジオフリークが1997年に同誌で行ったネオジオゲームツインレビューでは6、7の13点。レビュアーは一見地味でグラフィックがやや古さを感じるが武器と素手で攻撃方法が変えられNINJAコンボなど目新しい要素も多い、対人戦は2択が厳しすぎる気がするとした。

## 家庭用移植作品
いずれもレイティングはCERO：B（12才以上対象）。
- 家庭用ネオジオ版　1996年6月28日発売
- ネオジオCD版　1996年9月27日発売
- ADK魂（PlayStation 2ソフト）　2008年12月18日発売
- Wiiバーチャルコンソール用タイトルとして2011年7月26日より配信が開始。
- NEOGEO X…国内で2012年12月28日発売。初回生産の限定版の特典として本作のゲームカードが同梱されている。
- ネオジオ ミニ…2018年7月24日発売。通常版・インターナショナル版双方に収録。
- アケアカNEOGEOの1作品として、2019年1月17日にPlayStation 4・Xbox One・Nintendo Switchで[40][41]、同年11月1日にWindows 10で、2023年8月31日にiOS・Androidで[42][43]配信が開始。